# Vladimir Mikhailovich Komarov

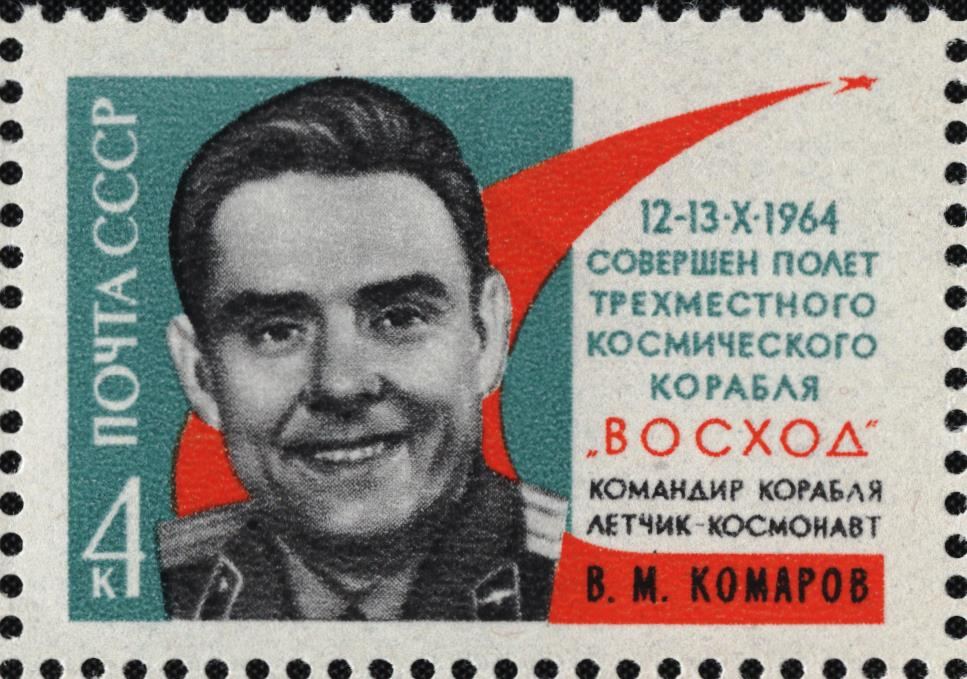
Con tem mang ảnh Vladimir Komarov của Liên Xô năm 1964

Vladimir Mikhailovich Komarov (tiếng Nga: Владимир Михайлович Комаров; 1927-1967) là một phi hành gia của Liên Xô. Ông là người đầu tiên hy sinh trong một phi vụ vào vũ trụ trên tàu Soyuz 1, và là phi hành gia Liên Xô đầu tiên vào vũ trụ hơn một lần.
Ông sinh ngày 16 tháng 3 năm 1927 ở Moskva, Liên Xô (nay là Nga).
Xuất thân là một học viên của Học viện Hàng không, ông trở thành một phi công chiến đấu thực thụ vào năm 1949. Mười năm sau, ông trở thành một phi công lái máy bay thử nghiệm. Năm 1960, ông được chọn trở thành phi hành gia trong nhóm các phi hành gia đầu tiên. Sau khi làm phi công dự bị cho Pavel Romanovich Popovich trên Vostok 4, chuyến bay vào vũ trụ đầu tiên của ông là phi vụ Voskhod 1. Ở chuyến bay thứ hai, Soyuz 1, ông hy sinh khi quay lại mặt đất, khi phi thuyền rơi xuống đất vì dù không mở ra vào ngày 24 tháng 4 năm 1967.
Chỉ ngay trước tai nạn, thủ tướng Liên Xô Aleksey Nikolayevich Kosygin nói với Komarov là đất nước tự hào về ông. Một trạm nghe lén của NSA đặt ở Istanbul nói rằng lời đáp của Komarov không nghe rõ, mặc dù các lời đồn đại nói rằng Komarov khi trước khi chết nguyền rủa các nhà thiết kế phi thuyền và nhân viên điều khiển chuyến bay. Không biết thực hư thế nào, một băng ghi âm từ trạm theo dõi ở Tây Đức với vài lời cuối cùng của Komarov được gửi về Cơ quan Đo đạc điều khiển của Liên Xô sau khi tai nạn xảy ra và nói là có từ "bị giết", trộn với những lời không rõ của Komarov, cùng với các thông tin bay được ghi lại trên radio của Tây Đức. Băng ghi âm được ghi lại trên một trong những vòng bay quanh quỹ đạo cuối, có thể là cuối cùng.
Komarov có vợ là Valentina Yakovlevna Kiselyova với hai người con, Yevgeni và Irina.